# Sexfontaines
Ne doit pas être confondu avec Six Fontaines.
Sexfontaines est une commune française située dans le département de la Haute-Marne, en région Grand Est.
Elle était autrefois connue sous le nom de Saissefontaine.

## Géographie
Sexfontaines est une commune rurale peuplée d'une centaine d'habitants située dans le département français de la Haute-Marne, près de Chaumont.

### Localisation

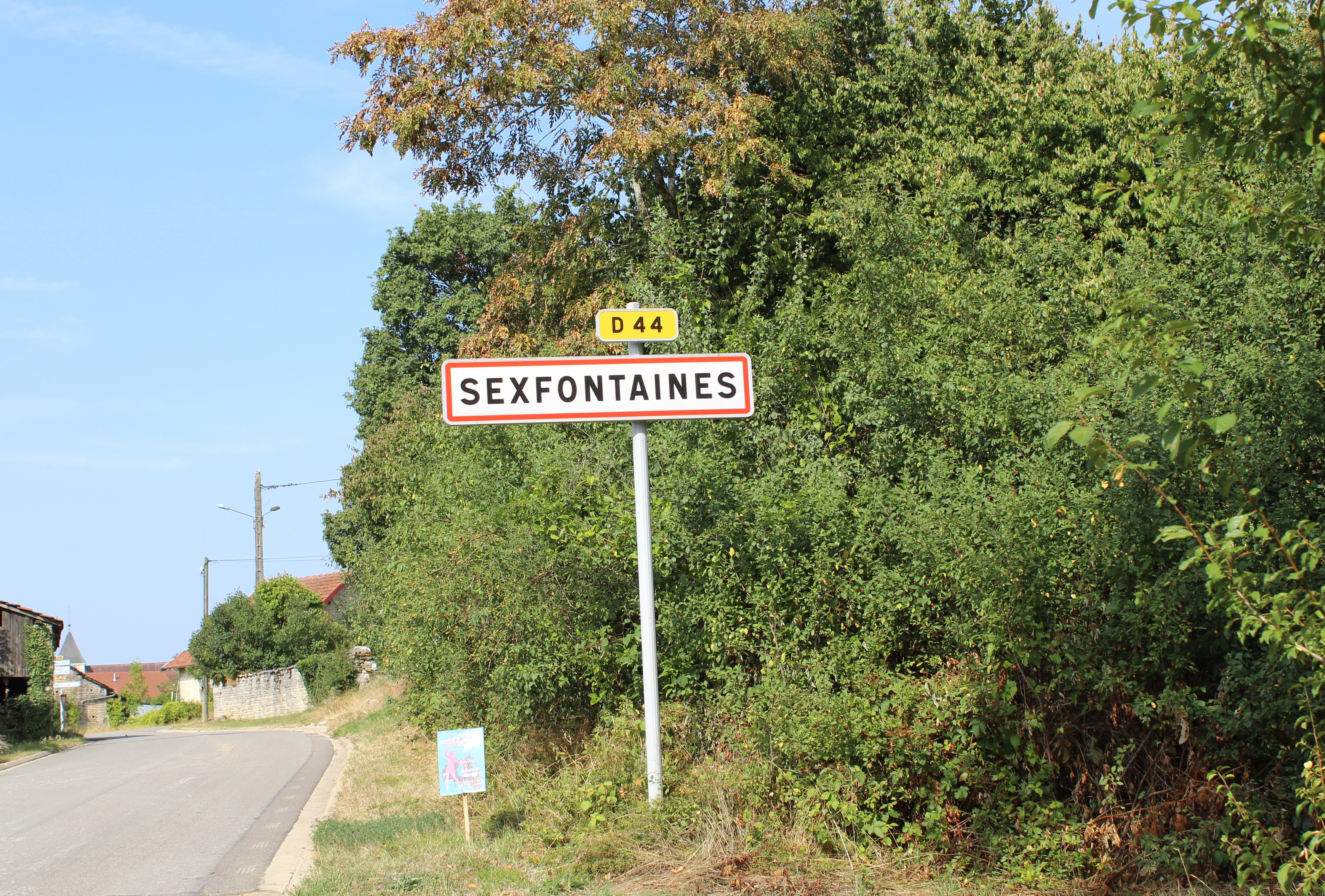
Entrée du village.

### Hydrographie
La commune est dans la région hydrographique « la Seine de sa source au confluent de l'Oise (exclu) » au sein du bassin Seine-Normandie. Elle est drainée par le Meures, le Fossé 01 des Prés Pris, le Fossé 01 des Réserves, le Fossé 01 du Val Gibert, le Fossé 01 du Vallon de la Pelle, le Fossé 02 du Val Gibert, le Fossé 03 du Fourneau et le Fossé 03 du Val Gibert,.

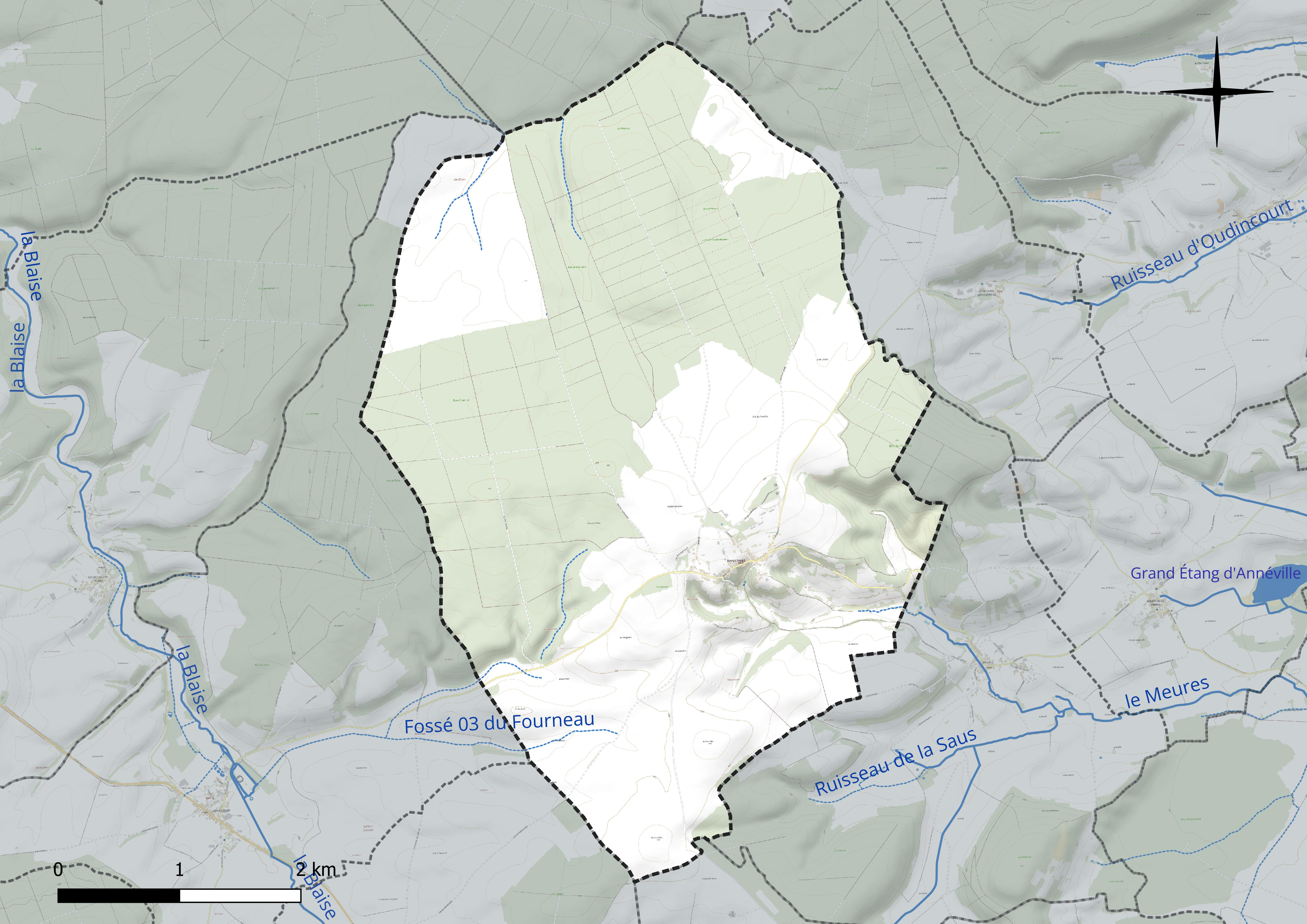
Réseau hydrographique de Sexfontaines.

### Climat
Pour des articles plus généraux, voir Climat du Grand Est et Climat de la Haute-Marne.
En 2010, le climat de la commune est de type climat de montagne, selon une étude du Centre national de la recherche scientifique s'appuyant sur une série de données couvrant la période 1971-2000. En 2020, Météo-France publie une typologie des climats de la France métropolitaine dans laquelle la commune est exposée à un climat océanique altéré et est dans la région climatique  Lorraine, plateau de Langres, Morvan, caractérisée par un hiver rude (1,5 °C), des vents modérés et des brouillards fréquents en automne et hiver. 
Pour la période 1971-2000, la température annuelle moyenne est de 9,8 °C, avec une amplitude thermique annuelle de 16,1 °C. Le cumul annuel moyen de précipitations est de 1 027 mm, avec 13,9 jours de précipitations en janvier et 9,4 jours en juillet. Pour la période 1991-2020, la température moyenne annuelle observée sur la station météorologique de Météo-France la plus proche, « Blécourt », sur la commune de Blécourt à 20 km à vol d'oiseau, est de 10,8 °C et le cumul annuel moyen de précipitations est de 879,6 mm. 
La température maximale relevée sur cette station est de 40,2 °C, atteinte le 25 juillet 2019 ; la température minimale est de −18 °C, atteinte le 20 décembre 2009,,. 
Les paramètres climatiques de la commune ont été estimés pour le milieu du siècle (2041-2070) selon différents scénarios d'émission de gaz à effet de serre à partir des nouvelles projections climatiques de référence DRIAS-2020. Ils sont consultables sur un site dédié publié par Météo-France en novembre 2022.

## Urbanisme

### Typologie
Au 1er janvier 2024, Sexfontaines est catégorisée commune rurale à habitat dispersé, selon la nouvelle grille communale de densité à sept niveaux définie par l'Insee en 2022.
Elle est située hors unité urbaine. Par ailleurs la commune fait partie de l'aire d'attraction de Chaumont, dont elle est une commune de la couronne,. Cette aire, qui regroupe 112 communes, est catégorisée dans les aires de 50 000 à moins de 200 000 habitants,.

### Occupation des sols
L'occupation des sols de la commune, telle qu'elle ressort de la base de données européenne d’occupation biophysique des sols Corine Land Cover (CLC), est marquée par l'importance des forêts et milieux semi-naturels (50,5 % en 2018), une proportion sensiblement équivalente à celle de 1990 (50,6 %). La répartition détaillée en 2018 est la suivante : 
forêts (50,2 %), terres arables (43,3 %), prairies (4 %), zones urbanisées (2,1 %), milieux à végétation arbustive et/ou herbacée (0,2 %), zones agricoles hétérogènes (0,1 %). L'évolution de l’occupation des sols de la commune et de ses infrastructures peut être observée sur les différentes représentations cartographiques du territoire : la carte de Cassini (XVIIIe siècle), la carte d'état-major (1820-1866) et les cartes ou photos aériennes de l'IGN pour la période actuelle (1950 à aujourd'hui).

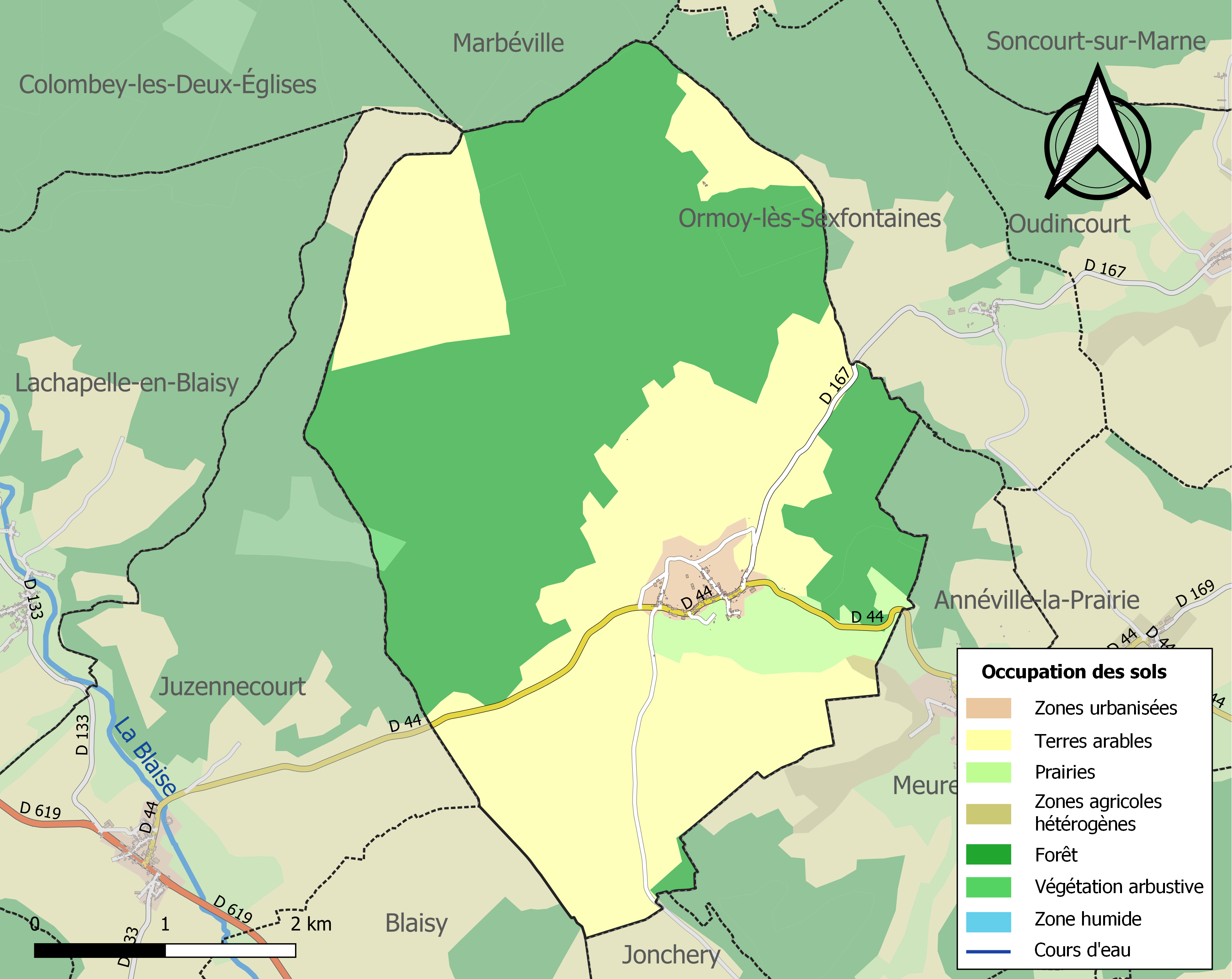
Carte des infrastructures et de l'occupation des sols de la commune en 2018 (CLC).

## Toponymie
D'un nom de personne germanique Saxo(n) suivi du latin fontem, remplacé ensuite par fontaine.
Au cours de son histoire, le village fut mentionné de nombreuses fois sous les formes suivantes : Saxonum Fontis (1019) ; Saxonis Fontane (1034-1039) ; Saxifons (1084) ; Saxonis-Fons (vers 1105) ; Saxifontana (1147) ; Sauxifons, Sessafons (vers 1172) ; Saisefontainne (1196) ; Saisus Fons (1200) ; Seissus Fons (1204-1210 environ) ; Sessus Fons (1218) ; Saxeifons (1232) ; Saxus Fons (1234) ; Sefonteinne (1270) ; Saxefontainne (1271) ; Saxefonteigne (1274-1275) ; Cessefonteines (1313) ; Saixefontaigne (1322) ; Sauxefontaine (1396) ; Soixefontaine (1405) ; Seichefontaine (1498) ; Sexfontaine (1649) ; Saixefontaine (1700) ; Sex Fontaines  (1793) ; Sixfontaines (1801) ; Sexfontaines (1886),.

## Histoire
Faisait partie en 1789 de la province de Champagne (bailliage, élection et prévôté de Chaumont).

## Politique et administration
| Période                                  | Période  | Identité            | Étiquette | Qualité |
| ---------------------------------------- | -------- | ------------------- | --------- | ------- |
| avant 1995                               | En cours | Jean-Paul Dieudonné |           |         |
| Les données manquantes sont à compléter. |          |                     |           |         |

## Démographie
L'évolution du nombre d'habitants est connue à travers les recensements de la population effectués dans la commune depuis 1793. Pour les communes de moins de 10 000 habitants, une enquête de recensement portant sur toute la population est réalisée tous les cinq ans, les populations de référence des années intermédiaires étant quant à elles estimées par interpolation ou extrapolation. Pour la commune, le premier recensement exhaustif entrant dans le cadre du nouveau dispositif a été réalisé en 2004.

En 2022, la commune comptait 151 habitants, en évolution de +16,15 % par rapport à 2016 (Haute-Marne : −4,62 %, France hors Mayotte : +2,11 %).
| 1793 | 1800 | 1806 | 1821 | 1831 | 1836 | 1841 | 1846 | 1851 |
| ---- | ---- | ---- | ---- | ---- | ---- | ---- | ---- | ---- |
| 385  | 429  | 408  | 431  | 500  | 488  | 504  | 523  | 526  |

| 1856 | 1861 | 1866 | 1872 | 1876 | 1881 | 1886 | 1891 | 1896 |
| ---- | ---- | ---- | ---- | ---- | ---- | ---- | ---- | ---- |
| 443  | 418  | 436  | 393  | 394  | 368  | 354  | 333  | 314  |

| 1901 | 1906 | 1911 | 1921 | 1926 | 1931 | 1936 | 1946 | 1954 |
| ---- | ---- | ---- | ---- | ---- | ---- | ---- | ---- | ---- |
| 290  | 277  | 351  | 198  | 174  | 167  | 138  | 214  | 214  |

| 1962 | 1968 | 1975 | 1982 | 1990 | 1999 | 2004 | 2006 | 2009 |
| ---- | ---- | ---- | ---- | ---- | ---- | ---- | ---- | ---- |
| 143  | 125  | 86   | 92   | 107  | 95   | 99   | 98   | 125  |

| 2014 | 2019 | 2022 | - | - | - | - | - | - |
| ---- | ---- | ---- | - | - | - | - | - | - |
| 125  | 141  | 151  | - | - | - | - | - | - |

## Lieux et monuments

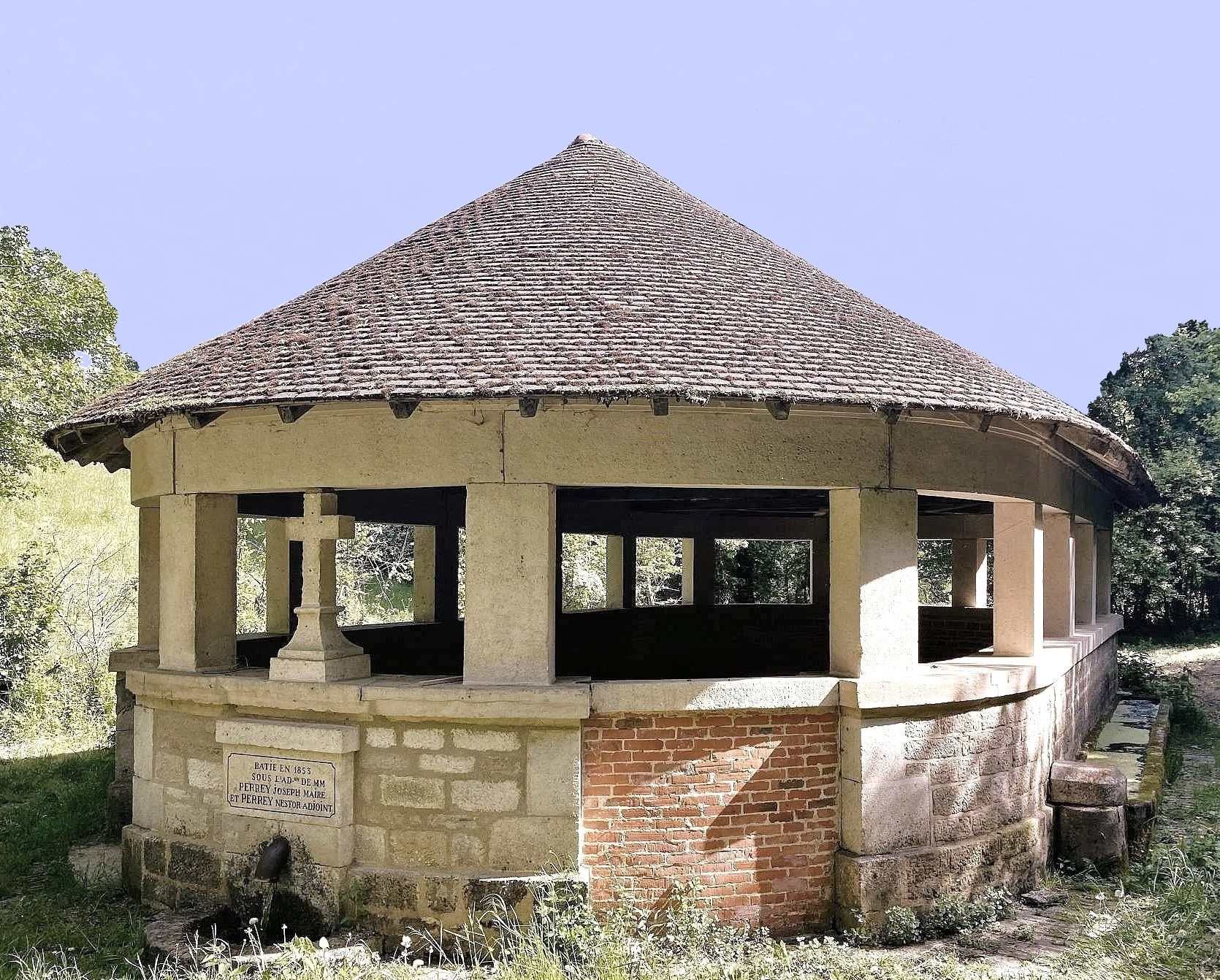
Le lavoir

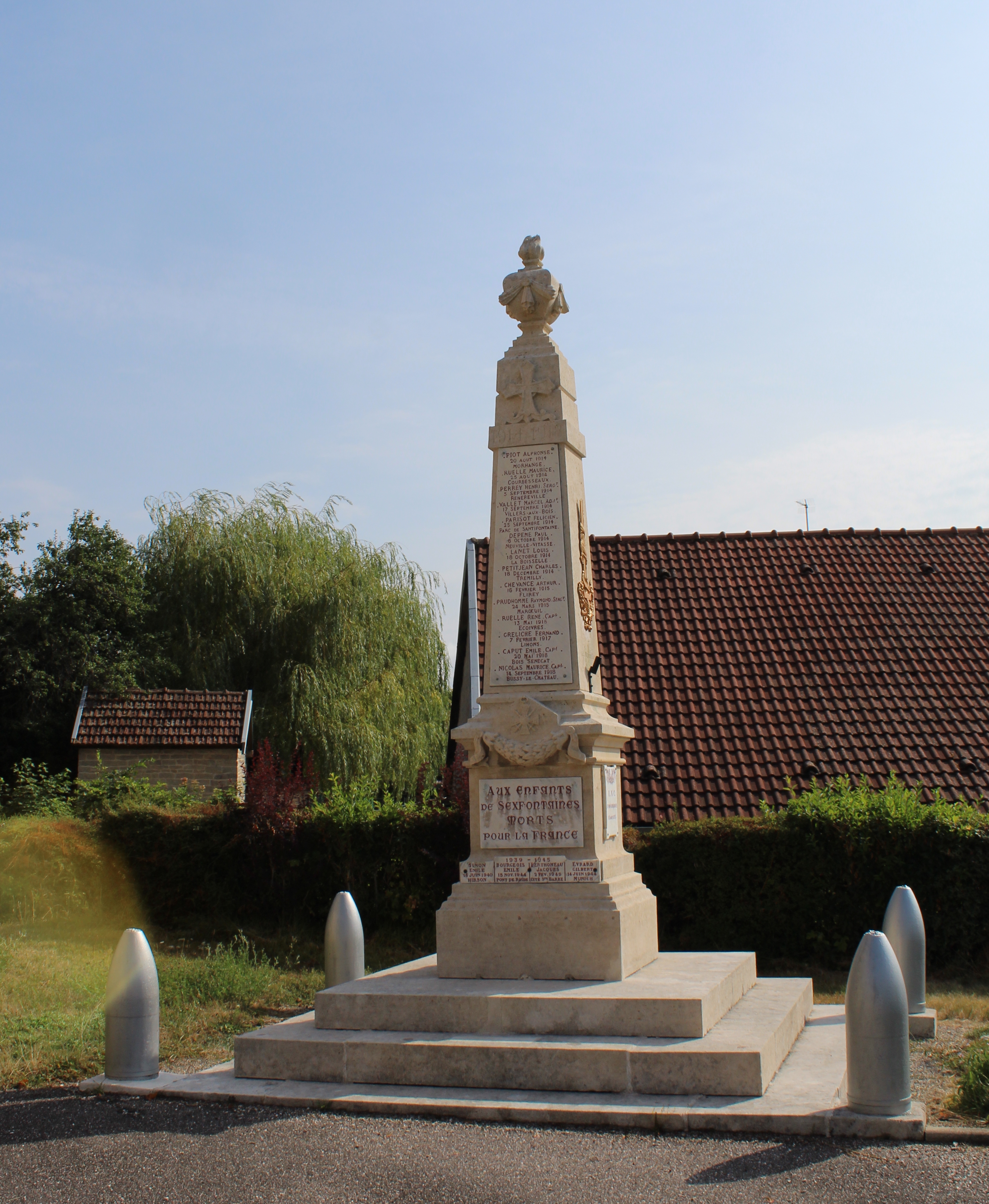
Le monument aux morts

- L'église Notre-Dame-de-l'Assomption.
- Le lavoir

## Personnalités liées à la commune
- Jean-Baptiste Doré : né le 29 janvier 1750 dans la commune , tombé au champ d'honneur le 6 août 1796 à Altendorf (Bavière) ; colonel au 8e régiment de cuirassiers (France).

- Alexis Perrey : né à Sexfontaines le 6 juillet 1807, décédé à Paris VIe le 29 décembre 1882. Professeur de mathématiques à la faculté des sciences de Dijon. Chevalier de la Légion d'honneur. Membre des académies de Dijon, de Belgique, Stanislas, Berlin... Son acte de décès précise : fils de Bernard "Charles" et de Marie de Beaurepaire, marié avec Henriette Belot[réf. nécessaire].